# Autoroute 55 (Québec)
Die Autoroute 55 (A 55) befindet sich in der kanadischen Provinz Québec, sie hat eine Länge von 247 km. Die Route beginnt im Süden der Provinz an der Grenze zwischen Kanada und den Vereinigten Staaten bei Stanstead und endet bei Shawinigan. Die Route ist als Hauptroute (Core Route) Bestandteil des National Highway Systems.

## Verlauf

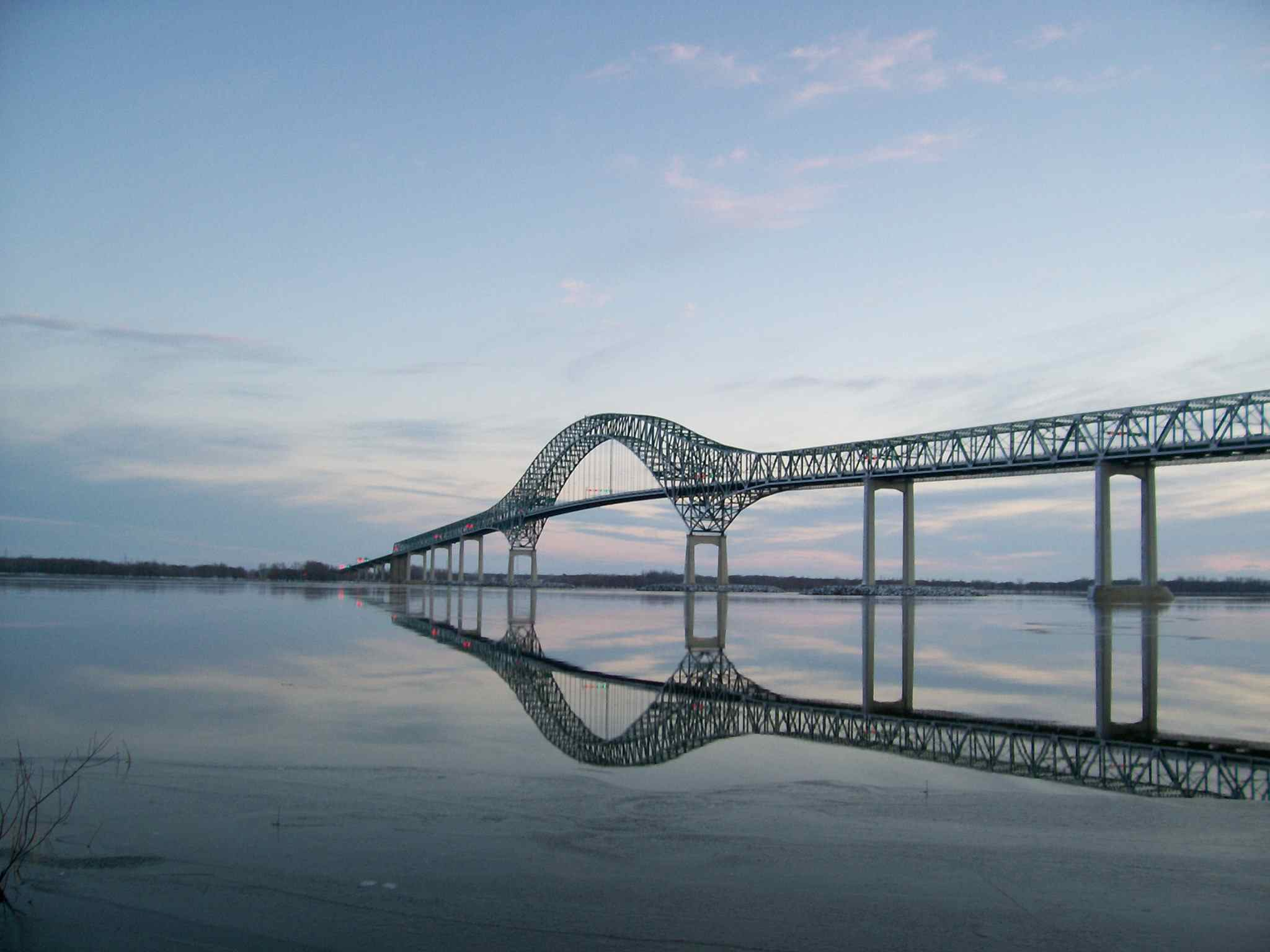
Laviolette-Brücke über den Sankt-Lorenz-Strom

Die Autoroute beginnt an der Grenze zu Vermont bei Stanstead als Fortsetzung des Interstate 91. Sie verläuft in nördlicher Richtung, vorbei an Magog. Nördlich von Magog trifft die Route auf die Autoroute 10 und verläuft gemeinsam mit dieser nach Sherbrooke. Autoroute 10 endet in Sherbrooke, die A55 verläuft parallel zum Rivière Saint-François nach Drummondville. Westlich der Stadt trifft die Route auf die Autoroute 20, ca. 40 km verlaufen gemeinsam. A55 setzt sich in nordwestlicher Richtung fort nach Trois-Rivières. Sie überquert den Sankt-Lorenz-Strom über die Laviolette-Brücke und trifft dann auf die Autoroute 40, mit der sich die A55 ein kurzes Stück Strecke teilt. A 55 führt weiter nach Nordwesten und endet bei Shawinigan.